# بهنوش فرهودی
بهنوش فرهودی (زادهٔ ۱ اردیبهشت ۱۳۵۵ – درگذشتهٔ ۱ اسفند ١٣٩٩) دوبلور ایرانی بود. 

## زندگی‌نامه
وی فعالیت در عرصهٔ دوبلاژ و گویندگی را از سال ۱۳۸۶ آغاز کرد. بهنوش فرهودی دارای تحصیلات حسابداری بود و پس از پایان تحصیلات دانشگاهی، به خاطر علاقه و ذوق هنری در زمینهٔ دوبله و صداپیشگی، در این زمینه مشغول به فعالیت شد.
آغاز فعالیت‌های فرهودی به گفتن تیزرها و آگهی‌های تبلیغاتی صدا و سیما بازمی‌گشت اما در ادامه با ورود به عرصهٔ دوبله و صداپیشگی، در آثار متعددی ایفای نقش کرد که از مهم‌ترین آن‌ها می‌توان به «خانهٔ پوشالی»، «کماندار»، «گمشدگان»، «ماشین‌ها ۲» و «آنابل» اشاره کرد.
فرهودی همچنین در تعدادی آثار نمایشی در حوزهٔ تئاتر و فیلم کوتاه نیز نقش آفرینی کرده‌بود که از جمله آن‌ها، می‌توان به فیلم کوتاه «۱۲:۳۴» اشاره کرد که به کارگردانی بهمن هراتی و نقش آفرینی بهنوش فرهودی، موفق به کسب جایزه از جشنوارهٔ کینگودروم آمریکا در ۲۶ سپتامبر ۲۰۲۰ شد3.

## مرگ
فرهودی در روز جمعه، ۱ اسفند ۱۳۹۹ بر اثر بیماری سرطان در سن ۴۴ سالگی درگذشت.